# یکاویه دو
 یکاویه دو، روستایی در دهستان عنافچه بخش مرکزی شهرستان باوی در استان خوزستان ایران است.

## جمعیت
بر پایه سرشماری عمومی نفوس و مسکن در سال ۱۳۹۵، جمعیت این روستا برابر با ۵۹ نفر (۱۵ خانوار) بوده است.